# Super Bowl VII
Super Bowl VII var den syvende udgave af Super Bowl, finalen i den amerikanske football-liga NFL. Kampen blev spillet 14. januar 1973 på Los Angeles Memorial Coliseum i Los Angeles og stod mellem Miami Dolphins og Washington Redskins. Dolphins vandt 14-7, og tog dermed sin første Super Bowl sejr.
Kampens MVP (mest værdifulde spiller) blev Dolphins safety Jake Scott.
| NFL | Spire Denne artikel om NFL er en spire som bør udbygges. Du er velkommen til at hjælpe Wikipedia ved at udvide den. |